# 聖職禄
聖職禄（せいしょくろく、羅: beneficium）は、カトリック教会において、教会職と結びついて教会財産の所領あるいは奉納物から一定の収益を得る権利のこと。およびその権利により得られる収入のこと。
起源は、地方における小教区の報酬にはじまるという説と、私有教会制にはじまるという説がある。ベネフィキウムという言葉はラテン語で「良き（bene）」と「行い（facio）」の合成語で、封建制（フューダリズム）において臣下の奉仕に対する君主からの賦与物のことを指していた。
中世ヨーロッパにおいて、この聖職禄は教会職と分離され、封の1つとして世俗人に聖職禄が付与されていた。
第2バチカン公会議（1962年 - 1965年）では、教会職は職務が第一であり、聖職禄はその付加物でしかないと規定され、廃止ないし改革の方針が打ち出された。そこでは聖職禄の代わりに基金や保険の形態で聖職者の生活費が支給されるべきとされた。ただし現在でも教会法1272条ならびに1274条で聖職禄についての規定が定められており、小教区など一部の地方在住の聖職者には支給されている。